# Automeris hagar
Automeris hagar é uma espécie de mariposa do gênero Automeris, da família Saturniidae. Foi identificada por Friedrich Wilhelm Niepelt em 1927.